# Experiments Vol. 1
Experiments Vol. 1 è il primo e.p. pubblicato da Gigi D'Agostino nel 1994 in collaborazione con Daniele Gas. Disponibile solo nei formati in vinile da 12" a 33 giri, l'etichetta è della Subway Records, catalogo SUB 037.

## Tracce
Edizioni musicali Subway Records.
1. Gigi D'Agostino & Daniele Gas – Experiments Vol. 1 (Vibrant Night Mix) – 9:11
2. Gigi D'Agostino & Daniele Gas – Experiments Vol. 1 (Neuron Of Gas) – 8:24
3. Gigi D'Agostino & Daniele Gas – Experiments Vol. 1 (Bytes De July) – 8:55
4. Gigi D'Agostino & Daniele Gas – Experiments Vol. 1 (Voyage D'Agostin) – 10:10

Durata totale: 36:40